# Romance in The Night (álbum de José Feliciano)
Romance In The Night es el título de un álbum de estudio en inglés grabado por el cantautor puertorriqueño-estadounidense José Feliciano. Fue lanzado al mercado bajo el sello discográfico Motown en 1983. Después 12 años de separación fue un LP producido por Rick Jarrard, el histórico productor de los mayores éxitos de José Feliciano en inglés desde 1968 y 1971

## Lista de canciones
| Romance In The Night |                                 |                               |          |  |
| N.º                  | Título                          | Escritor(es)                  | Duración |  |
| 1.                   | «Lonely Teardrops»              | Berry Gordy                   | 4:19     |  |
| 2.                   | «If You Have A Heart»           | Jose Feliciano                | 3:24     |  |
| 3.                   | «Taking It All In Stride It»    | Tom Snow                      | 4:13     |  |
| 4.                   | «Let's Find Each Other Tonight» | Jose Feliciano                | 3:44     |  |
| 5.                   | «One Night»                     | Dave Bartolomew               | 2:49     |  |
| 6.                   | «So Into You»                   | Robert Nix                    | 4:04     |  |
| 7.                   | «Play Me»                       | Neil Diamond                  | 4:17     |  |
| 8.                   | «I Feel Fine»                   | John Lennon - Paul McCartney  | 3:09     |  |
| 9.                   | «Cuidado! (instrumental)»       | Jose Feliciano - David Witham | 4:11     |  |
| 10.                  | «Romance In The Night»          | Jose Feliciano                | 5:47     |  |

## Sencillos
- Lonely Teardrops
- Let's Find Each Other Tonight

- Datos: Q7362410